# مجموعه تپه‌های میرک
مجموعه تپه‌های میرک دلازیان مربوط به دوران پارینه‌سنگی است و در ۱۰ کیلومتری جنوب شرق سمنان واقع شده و این اثر در تاریخ ۱۰ مهر ۱۳۸۰ با شمارهٔ ثبت ۴۱۴۸ به‌عنوان یکی از آثار ملی ایران به ثبت رسیده است.
محوطه میرک در اطراف روستای دلازیان در هشت کیلومتری جنوب سمنان واقع شده‌است و بر اساس یافته‌های باستان شناسان، این محوطه بیشتر منتسب به ادوار پارینه‌سنگی جدید و فراپارینه‌سنگی است و قدمتی بیش از شصت و سه هزار سال دارد.

## ویژگی‌ها
محوطهٔ روباز میرک در حدود ۱۶ کیلومتری جنوب شهر سمنان در بخش شمالی کویر مرکزی ایران قرار گرفته‌است. این محوطه از ۸ تپهٔ اصلی تشکیل شده‌است که مردم محلی مجموع آن‌ها را به نام میرک می‌خوانند. این مجموعه تپه‌ها دامنهٔ ارتفاعی بین ۴ تا ۱۱ متر از زمین‌های اطراف دارند. فاصلهٔ آن‌ها از یکدیگر چند صد متر است و مجموع آن‌ها به‌طور کلی، خطی به طول ۳–۲ کیلومتر می‌سازند. به نظر می‌رسد پراکندگی آثار آن در مساحت حدود ۴ هکتار باشد. لازم است ذکر شود که به نظر می‌رسد تمامی تپه‌هایی که محوطهٔ میرک را می‌سازند به صورت طبیعی تشکیل شده‌اند، بنابراین تنها با پراکنش سطحی دست ساخته‌های سنگی در میرک مواجهیم. در سال ۲۰۰۹ میلادی، وحدتی نسب در میرک به بررسی فشرده و نمونه برداری از سطح این محوطه پرداخت (وحدتی نسب، ۱۳۸۸). وی تعداد کل دست ساخته‌های سنگی پراکنده شده در سطح میرک را حدود چند ده هزار قطعه تخمین زد که عدد بسیار چشم‌گیری است. نخستین فصل از کاوش در محوطه میرک در تیره ماه ۱۳۹۴ به سرپرستی دکتر حامد وحدتی نسب انجام پذیرفت که نتایج درخوری همچون آشکار شدن لایه‌های استقراری در اعماق ۳ و ۵ متری از سطح زمین را دربرداشت.

## پیشینه کاوش
محوطه‌های میرک و دلازیان که به نام تپه‌های میرک و دلازیان نیز خوانده شده‌اند، نخستین بار در جریان بررسی‌های باستان شناختی استان سمنان در سال ۱۳۶۴ خورشیدی شناسایی و معرفی شدند.
صرف نظر از شکل تپه‌ها مهم‌ترین ویژگی این دو محوطه وجودپراکنش بسیار گسترده و دست افزارهای سنگی بر روی سطح محوطه بود که مورد توجه هیئت بررسی‌کننده قرار گرفت و با دعوت از مرحوم عنایت الله امیرلو تصمیم به مطالعه دست افزارهای سنگی گرفته شد.
با فوت نابهنگام امیرلو، اهمیت میرک و دلازیان از دیدگاه باستان‌شناسی پارینه‌سنگی مغفول ماند و تنها با گمانه زنی در یکی از تپه‌های دلازیان، سازه‌ای منتسب به دوره ماد به دست آمد.
در سال ۱۳۸۷ برای نخستین بار نمونه برداری تصادفی و روستایی از سطح محوطه دلازیان انجام گرفت و نتایج این پژوهش مقدماتی در کنگره باستان‌شناسی خاورمیانه کهن در دانشگاه ساپیانزای رم ارائه شد.
متعاقباً در سال ۱۳۸۸ با صدور مجوز بررسی کامل این منطقه جغرافیایی، تیم کاوش به مدت یک ماه به شناسایی، نمونه برداری روش مند و طبقه‌بندی آثار به دست آمده از میرک و دلازیان پرداختند.
نتایج حاصل از این فعالیت میدانی که در قالب چندین مقاله، سخنرانی و پایان‌نامه به چاپ رسیده، حاکی از آن است که میرک به لحاظ نوع و پراکنش دست افزارها و همچنین ابعاد محوطه، در زمره یکی از بزرگترین محوطه‌های روباز پارینه سنگی در ایران و چه بسا خاورمیانه‌است.
تخمین‌های ابتدایی حاکی از وجود بالغ بر صدها هزار قطعه سنگ بر روی سطح است.
از منظر گاهنگاری و باتوجه به حضور شاخص‌های ادوار مختلف پارینه سنگی، میرک دارای بیشترین استقرار از دوران پارینه سنگی میانی (حدود ۲۵۰ هزار تا ۴۰ هزار سال پیش) و همچنین پارینه سنگی جدید (حدود ۴۰ هزار تا ۱۸ هزار سال پیش) بوده‌است.
در تیر ماه سال ۹۴ نیز برای بررسی بیشتر در این محوطه باستانی، مرحله جدید کاوش در محوطه پارینه سنگی میرک سمنان با حضور باستان شناسان ایرانی و متخصصین مرکز ملی علوم کشور فرانسه به سرپرستی دکتر حامد وحدتی نسب انجام شد.
در این فصل از کاوش دکتر ژیل بریون متخصص انسان‌شناسی پیش از تاریخ و دکتر گیوم ژامه متخصص زمین- باستان‌شناسی از مؤسسه علوم کشور فرانسه و تعدادی از باستان شناسان زبده کشوری، دکتر وحدتی نسب را همراهی کردند.